# White Rhapsody
White Rhapsody ist ein US-amerikanischer Kurzfilm von Jack Eaton und Russell Ervin aus dem Jahr 1945.

## Handlung
Der in Cinecolor gedrehte Film porträtiert den amerikanisch-schweizerischen Skistar Hans Tharner. Der Film zeigt ihn unter anderem beim Skifahren. Die Bilder werden von Ted Husing als Erzähler begleitet.

## Produktion
White Rhapsody entstand als Teil der Kurzfilmreihe Grantland Rice’s Sportlight. Der Film erlebte am 4. Mai 1945 seine Premiere.

## Auszeichnungen
White Rhapsody wurde 1946 für einen Oscar in der Kategorie „Bester Kurzfilm (eine Filmrolle)“ nominiert, konnte sich jedoch nicht gegen Stairway to Light durchsetzen.